# 三宝颜
三宝颜（Zamboanga）是位于菲律宾棉兰老岛三宝颜半岛的一座城市。气候炎热，年平均降水量900毫米。三宝颜建于1635年。该市内有三宝颜国立学院等高等教育机构。三宝颜也是一座港口城市。
三宝颜曾經是北三寶顏省的首府，地理上三宝颜屬於三寶顏錫布格省。

## 命名由來
三寶顏這個名字，有兩種說法，一是當年鄭和下西洋時駐扎過的地方，因此以三寶為名；而另一種說法是來自馬來語，意思是“鮮花之城”，而“三寶顏”中的“三寶”是一種蒿桿，在潮水低的時候用來撐船的。

## 宗教
大部分是基督徒，少部分是摩洛穆斯林。

## 三宝颜危机
摩洛民族解放阵线武装分子2013年9月9日闯入三宝颜市多座村庄，并试图占领市政府升起旗帜宣布“独立”，建立所谓的“邦萨摩洛共和国”，后被菲政府军包围，双方持续交火，9月28日，菲律宾政府宣称三宝颜危机以人质被解救而结束。

## 友好城市
- 菲律賓文珍俞巴市
- 菲律賓武端市
- 菲律賓卡加延德奥罗
- 菲律賓Dipolog
- 菲律賓Trece Martires
- 西班牙萨拉戈萨
- 印度尼西亞北干巴魯
- 印度尼西亞明古魯市
- 马来西亚山打根

## 鄰近
- 三寶顏機場